# Franz Ludwig Schenk von Stauffenberg
Franz Ludwig Schenk Graf von Stauffenberg (ur. 4 maja 1938 w Bambergu) – niemiecki polityk i prawnik, działacz Unii Chrześcijańsko-Społecznej (CSU), poseł do Bundestagu, deputowany do Parlamentu Europejskiego II i III kadencji.

## Życiorys
Był synem Clausa von Stauffenberga i jego żony Niny. W 1944, po nieudanym zamachu na Adolfa Hitlera dokonanym przez ojca, został – w ramach represji wobec rodziny (Sippenhaft) – wraz z rodzeństwem odebrany matce i pod nazwiskiem Meister umieszczony w rodzinie zastępczej.
Egzamin maturalny zdał w Salem, po czym studiował historię i prawo na Uniwersytecie Fryderyka i Aleksandra w Erlangen, Uniwersytecie Zuryskim oraz Uniwersytecie Ludwika i Maksymiliana w Monachium. W 1962 i 1966 zdał państwowe egzaminy prawnicze I i II stopnia. Pracował w różnych przedsiębiorstwach, zaś w 1981 podjął prywatną praktykę adwokacką.
W działalność polityczną zaangażował się w 1962, wstępując do bawarskiej Unii Chrześcijańsko-Społecznej. Działał także w chadeckiej młodzieżówce Junge Union. W latach 1969–1973 pełnił funkcję wiceprzewodniczącego federalnych struktur tej organizacji. Był członkiem zarządu krajowego CSU i prezydium organizacji Europa-Union Deutschland. W latach 1972–1984 sprawował mandat deputowanego do Bundestagu 7., 8., 9. i 10. kadencji. Następnie do 1992 zasiadał w Parlamencie Europejskim II i III kadencji, będąc członkiem frakcji chadeckiej oraz przewodniczącym Komisji ds. Kwestii Prawnych i Praw Obywatelskich.
W 1992 wycofał się z aktywności politycznej, obejmując stanowisko dyrektora generalnego przedsiębiorstwa BVVG Bodenverwertungs- und -verwaltungs GmbH, którym zarządzał do 1999.